# (137295) 1999 RB216
(137295) 1999 RB216 — транснептуновый объект, который находится в поясе Койпера. Был обнаружен 8 сентября 1999 года группой учёных (Чад Трухильо, Дэвид Джюитт и Джейн Х. Лю). Он находится в орбитальном резонансе 1:2 с планетой Нептун и является тутино.